# Bandera de Tailandia
La bandera de Tailandia está formada por cinco franjas horizontales de color rojo, blanco, azul, blanco y rojo. La anchura de la franja azul, la central, es de doble tamaño respecto a las restantes. Los colores rojo, blanco y azul simbolizan la nación, la religión y el monarca ("Nación, Religión, Monarca" es un lema no oficial). La versión actual de la bandera se adoptó el 28 de septiembre de 1917. En tailandés, a la bandera nacional se la conoce como ธงไตรรงค์ (“Thong Trairong”) que significa bandera tricolor.
La primera bandera que tuvo Siam fue, probablemente, un paño de color rojo que comenzó a usarse durante el reinado de Narai (1656-1688). Diversas fuentes señalan que, a lo largo del tiempo, se incorporaron a la bandera roja diferentes símbolos: Un chakra blanco (la rueda budista), un elefante blanco situado en el chakra y otra versión en la que aparecía un disco de color blanco con la figura del sol en su interior.
En 1855 el rey Mongkut (Rama IV) aprobó (por vez primera con carácter oficial) un diseño para la bandera porque se empleaba con frecuencia el paño de color rojo y una bandera de un solo color, sin ningún elemento identificativo, y corría el riesgo de no ser aceptada internacionalmente. En esta nueva versión se añadió un elefante blanco (símbolo de la monarquía tailandesa) sobre el fondo rojo.
En 1916 se modificó la bandera, incorporando el diseño actual, pero la franja central era de color rojo como las situadas en los bordes. Conforme a un relato no confirmado, el rey Vajiravudh (Rama VI) vio ondear una bandera que estaba colocada boca abajo y decretó la creación de una nueva con un diseño simétrico. Un año después se modificó el color de la franja central por el azul, color asociado con los viernes, día en que nació el rey Vajiravudh. Algunas fuentes exponen que el color azul se introdujo en la bandera tailandesa como muestra de apoyo a los aliados de la Primera Guerra Mundial, ya que el rojo, el blanco y el azul son los colores de las banderas de Rusia, Francia, Estados Unidos y el Reino Unido. 

Bandera usada de 1917 a 2017

## Cronología
| Bandera     | Fecha                                                              | Uso                                                                        | Descripción |
| ----------- | ------------------------------------------------------------------ | -------------------------------------------------------------------------- | --- |
|             | c.1700–c.1790                                                      | Enseña nacional durante los períodos Ayutthaya y Thonburi.                 | Un paño rojo rectangular. |
| c.1790–1855 | Enseña civil anterior a 1855.                                      |                                                                            | Un paño rojo rectangular. |
|             | c.1790–c.1820                                                      | Enseña estatal y naval decretada por el rey Phutthayotfa Chulalok (Rama I) | Rectángulo rojo con un chakra blanco, posiblemente para representar la dinastía Chakri.                                                                                     |
|             | c.1820–1843                                                        | Cambio instituido por el rey Buddha Loetla Nabhalai (Rama II)              | Rectángulo rojo con un elefante blanco dentro del chakra. |
|             | 1843–1893                                                          | Enseña nacional decretada por el rey Mongkut (Rama IV)                     | Un elefante blanco, mirando al asta, centrado en un campo rojo. Llamado en tailandés "Thong Chang Puak (en tai: ธงช้างเผือก)" (bandera del elefante).                         |
| 1893–1916   | Enseña civil hasta 1916.                                           |                                                                            | Un elefante blanco, mirando al asta, centrado en un campo rojo. Llamado en tailandés "Thong Chang Puak (en tai: ธงช้างเผือก)" (bandera del elefante).                         |
|             | 1893–1898                                                          | Enseña estatal y naval                                                     | Un elefante blanco con regalia, de frente al asta, centrado en un campo rojo.                                                                                               |
| 1898–1912   | Enseña estatal y naval.                                            |                                                                            | Un elefante blanco con regalia, de frente al asta, centrado en un campo rojo.                                                                                               |
| 1912–1917   | Bandera estatal y naval decretada por el rey Vajiravudh (Rama VI). |                                                                            | Un elefante blanco con regalia, de frente al asta, centrado en un campo rojo.                                                                                               |
|             | 1917                                                               | Enseña civil.                                                              | Bandera roja con dos franjas blancas horizontales de un sexto de ancho, un sexto desde la parte superior e inferior.                                                        |
|             | 1917–2017                                                          | Bandera nacional, civil y enseña estatal                                   | Bandera con una franja azul horizontal de un tercio de ancho entre franjas blancas de un sexto de ancho, entre franjas rojas de un sexto de ancho, conocida como Trairanga. |
|             | 2017–presente                                                      | Bandera nacional, civil y enseña estatal                                   | Una versión más oscura de la bandera adoptada en 1917. |

## Banderas similares

Bandera de Costa Rica